# USS Theodore Roosevelt (CVN-71)
USS Theodore Roosevelt (CVN-71) – amerykański lotniskowiec typu Nimitz, czwarta jednostka serii. Okręt nosi imię 26 prezydenta USA Theodore Roosevelta.

## Historia
Historia okrętu rozpoczyna się 30 września 1980 kiedy to kontrakt na budowę jednostki otrzymuje stocznia Newport News Shipbuilding. Budowa jednostki rozpoczęła się 31 października 1981, kiedy to sekretarz obrony Caspar Weinberger podczas uroczystości położenia stępki symbolicznie zainicjował pierwszy spaw w dennej części okrętu. Chrzest jednostki miał miejsce w październiku 1984, a oddanie do służby nastąpiło 25 października 1986.
Zwyczajowo pierwsza jednostka nowej serii okrętów powinna przejść wszechstronne testy na morzu. USS „Nimitz” nie przeszedł tych testów, podobnie jak dwie kolejne jednostki. Wszechstronnym próbom poddano dopiero czwartą jednostkę tego typu – USS „Theodore Roosevelt”. Testy obejmowały min. detonację w pobliżu okrętu ładunków głębinowych na różnych głębokościach. Od 7 marca 2007 na okręcie prowadzone były prace modernizacyjne mające potrwać 9 miesięcy, w wyniku których dodane zostały m.in. wyrzutnie pocisków przeciwlotniczych RIM-116 RAM

## Zastosowanie
Samoloty pokładowe z USS „Theodore Roosevelt” wzięły udział w operacji Pustynna Burza. Następnie samoloty te kontrolowały przestrzeganie zakazu lotów nad północnym i południowym Irakiem. W latach 1992–1995 okręt brał udział w operacjach wymuszenia przestrzegania nałożonego przez ONZ zakazu lotów nad Bośnią i Hercegowiną „Deny Flight” i „Deliberate Force”. W 1999 okręt wziął udział w dwumiesięcznej kampanii nalotów przeciwko Serbom, związanej z kryzysem w Kosowie.

## Stan obecny
6 kwietnia 2008 okręt zaliczył trzytygodniowe ćwiczenia ewaluacyjne (Tailored Ship’s Training Availability and Final Evaluation Problem). W sierpniu 2009 roku okręt trafił do stoczni Newport News Shipbuilding na remont, który objął m.in. wały napędowe, śruby, stery, kotwice, katapulty i system lin hamujących. 21 maja 2011 roku jednostka opuściła suchy dok i rozpoczęto proces wymiany paliwa.